# 로랑 가믈롱

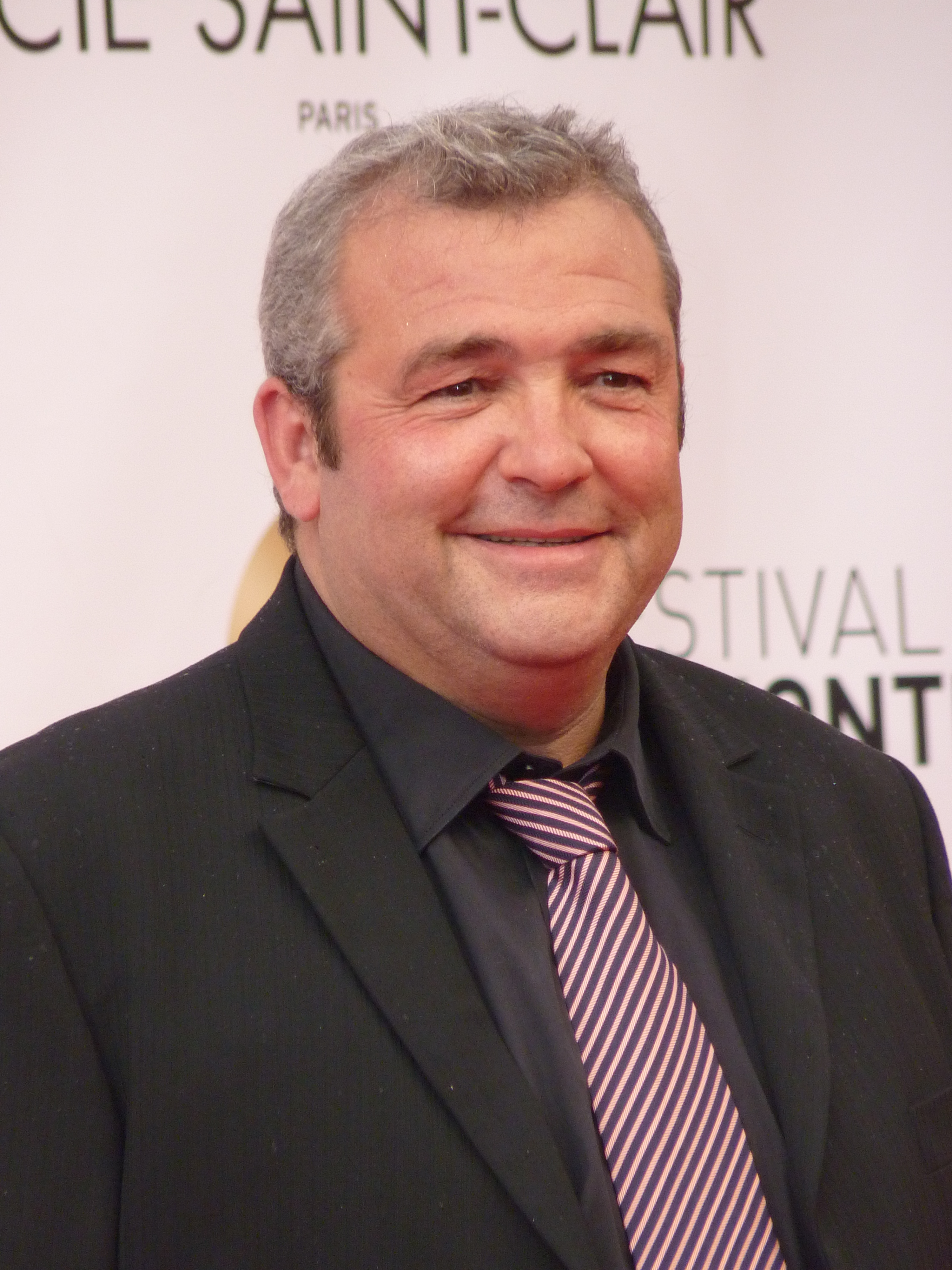

로랑 가믈롱(프랑스어: Laurent Gamelon, 1960년 6월 19일 ~ )은 프랑스의 배우이다.
불로뉴비양쿠르에서 태어났다.

## 영화
- 에러 오브 뱅크 (2009년)
- 미아와 거인 미구 (2008년)
- 괜찮았어? (2008년)
- 소녀와 늑대들 (2008년)
- 미녀들의 전쟁 (2008년)
- 레드 인 (2007년)
- 행복의 집 (2006년)
- 발렛 (2006년)
- 친밀한 타인들 (2004년) - 뤽 역
- 약제사 (2003년)
- 셧업 (2003년)
- 플래카드 (2001년)
- 배우들 (2000년)
- 탱고 (1993년)
- 위기 (1992년)
- 늙은 악당 (1992년)